# Wobblen
Wobblen bezeichnet ein Vibrato von Bässen oder bassähnlichen Instrumenten in der Musik. Beim Gesang steht es abwertend für zu starkes und zu langsames Vibrato. Traditionell ist es besonders in der Jug Musik vorzufinden, in der Jug-Bands anhand eines Jugs einen bassähnlichen Klang erzeugen, um dem Klangbild ihrer Songs einen stabilen Hintergrund zu verleihen. Die Technik wurde in den 1960er Jahren besonders von den 13th Floor Elevators wiederbelebt. Es ist anzunehmen, dass der britische Bassist Jah Wobble sich mit seinem Pseudonym auf wobbelnde Basslines im Reggae bezieht. Der Wobble Bass ist ein musikalisches Element elektronischer Tanzmusik, das hauptsächlich im Dubstep (v. a. Brostep) seine Verwendung findet. Vorläufer findet man im Drum and Bass und Acid House.

## Klangbild eines Wobble Basses
Der Wobble Bass steht für einen Klang, der der menschlichen Aussprache von Vokalen ähnelt und somit für einen lebhaften Sound innerhalb des Arrangements sorgt.
Dabei wird ein Basssound mit reichhaltigen Obertönen verwendet. Beispielsweise werden Sägezahnschwingungen mit weiteren Oszillatorwellenformen wie z. B. Sinuswelle zu einem Basssound inklusive Effekten verbunden. Um diesen Basssound zu modulieren, kann man einen Low Frequency Oscillator (LFO) nutzen, der die Cutoff-Frequenz eines Tiefpassfilters moduliert. Tiefpassfilter lassen Signalanteile mit Frequenzen unterhalb ihrer Grenzfrequenz passieren, Anteile mit höheren Frequenzen dagegen werden abgeschwächt.
Allgemein ist ein Wobble Bass ein Synthesizer, der mit einem oder mehreren Effekten überlagert wird. Die einzelnen Parameter werden periodisch entweder durch einen LFO oder durch eine manuelle Automation manipuliert. Heutzutage sind dies meist Tiefpassfilter, Vocoder und Verzerrer.
Der Cutoff-Regler eines Synthesizer-Filters bestimmt die Grenzfrequenz zwischen dem Durchlassen tiefer Frequenzen und den abgeschnittenen Frequenzen oberhalb der Cutoff-Frequenz. Wird der Regler rhythmisch hoch und runter geregelt, klingt dies ähnlich einem Wobble Bass. Die periodischen LFO-Schwingungen öffnen und schließen den Filter gemäß LFO-Frequenz. Die musikalische Variation dieser LFO-Frequenz erzeugt den typischen Wobblebass-Sound.

### Technik
Die wichtigsten Elemente zum Wobblen sind ein obertonreicher Bass und ein durch einen LFO modulierbarer Tiefpassfilter. Hierbei ist für die eigentliche Wobblefunktion nicht wichtig, ob diese Kombination aus Hardware- oder Software-Synthesizer besteht. Externe Filtermodule sind ebenfalls verwendbar. Als Wellenform für den LFO werden häufig die Sinuswelle oder Dreieckwelle benutzt.
Der LFO erzeugt nun durch das periodische Öffnen und Schließen des Filter-Cutoffs einen Wob-Wob-Wob-Wob-Klang
Beispielaufbau
- 1 LFO moduliert Filter Cutoff periodisch. Ergebnis: Wob-Wob-Klang.
- LFO 1 moduliert LFO 2, und LFO 2 moduliert den Cutoff des Filters Cutoffs.
- Ergebnis: Der ursprüngliche Wob-Wob-Klang wird durch eine zweite Zeitkonstante (LFO 1) in seiner Ablauffolge beeinflusst.
- LFO-Geschwindigkeiten können auch durch Midi-Events oder Sequenzer verändert werden.